# National Register of Historic Places in Arkansas

Karte der Countys von Arkansas und Verteilung der NRHP-Einträge

Diese Tabelle enthält alle Listen, in denen die Einträge in das National Register of Historic Places in den 75 Countys des US-amerikanischen Bundesstaates Arkansas aufgeführt sind:

## Anzahl der Objekte und Distrikte nach County
|       | \| \| County \| Liste der Einträge in das NRHP im County \| Anzahl \| \| ----- \| ------------ \| ---------------------------------------- \| ------- \| \| 1 \| Arkansas \| NRHP-Einträge im Arkansas County \| 23 \| \| 2 \| Ashley \| NRHP-Einträge im Ashley County \| 25 \| \| 3 \| Baxter \| NRHP-Einträge im Baxter County \| 17 \| \| 4 \| Benton \| NRHP-Einträge im Benton County \| 149 \| \| 5 \| Boone \| NRHP-Einträge im Boone County \| 20 \| \| 6 \| Bradley \| NRHP-Einträge im Bradley County \| 15 \| \| 7 \| Calhoun \| NRHP-Einträge im Calhoun County \| 10 \| \| 8 \| Carroll \| NRHP-Einträge im Carroll County \| 25 \| \| 9 \| Chicot \| NRHP-Einträge im Chicot County \| 22 \| \| 10 \| Clark \| NRHP-Einträge im Clark County \| 41 \| \| 11 \| Clay \| NRHP-Einträge im Clay County \| 17 \| \| 12 \| Cleburne \| NRHP-Einträge im Cleburne County \| 16 \| \| 13 \| Cleveland \| NRHP-Einträge im Cleveland County \| 13 \| \| 14 \| Columbia \| NRHP-Einträge im Columbia County \| 16 \| \| 15 \| Conway \| NRHP-Einträge im Conway County \| 49 \| \| 16 \| Craighead \| NRHP-Einträge im Craighead County \| 17 \| \| 17 \| Crawford \| NRHP-Einträge im Crawford County \| 30 \| \| 18 \| Crittenden \| NRHP-Einträge im Crittenden County \| 16 \| \| 19 \| Cross \| NRHP-Einträge im Cross County \| 17 \| \| 20 \| Dallas \| NRHP-Einträge im Dallas County \| 39 \| \| 21 \| Desha \| NRHP-Einträge im Desha County \| 24 \| \| 22 \| Drew \| NRHP-Einträge im Drew County \| 21 \| \| 23 \| Faulkner \| NRHP-Einträge im Faulkner County \| 61 \| \| 24 \| Franklin \| NRHP-Einträge im Franklin County \| 22 \| \| 25 \| Fulton \| NRHP-Einträge im Fulton County \| 8 \| \| 26 \| Garland \| NRHP-Einträge im Garland County \| 81 \| \| 27 \| Grant \| NRHP-Einträge im Grant County \| 10 \| \| 28 \| Greene \| NRHP-Einträge im Greene County \| 16 \| \| 29 \| Hempstead \| NRHP-Einträge im Hempstead County \| 29 \| \| 30 \| Hot Spring \| NRHP-Einträge im Hot Spring County \| 25 \| \| 31 \| Howard \| NRHP-Einträge im Howard County \| 13 \| \| 32 \| Independence \| NRHP-Einträge im Independence County \| 40 \| \| 33 \| Izard \| NRHP-Einträge im Izard County \| 16 \| \| 34 \| Jackson \| NRHP-Einträge im Jackson County \| 17 \| \| 35 \| Jefferson \| NRHP-Einträge im Jefferson County \| 71 \| \| 36 \| Johnson \| NRHP-Einträge im Johnson County \| 29 \| \| 37 \| Lafayette \| NRHP-Einträge im Lafayette County \| 9 \| \| 38 \| Lawrence \| NRHP-Einträge im Lawrence County \| 23 \| \| 39 \| Lee \| NRHP-Einträge im Lee County \| 11 \| \| 40 \| Lincoln \| NRHP-Einträge im Lincoln County \| 9 \| \| 41 \| Little River \| NRHP-Einträge im Little River County \| 14 \| \| 42 \| Logan \| NRHP-Einträge im Logan County \| 41 \| \| 43 \| Lonoke \| NRHP-Einträge im Lonoke County \| 30 \| \| 44 \| Madison \| NRHP-Einträge im Madison County \| 10 \| \| 45 \| Marion \| NRHP-Einträge im Marion County \| 22 \| \| 46 \| Miller \| NRHP-Einträge im Miller County \| 33 \| \| 47 \| Mississippi \| NRHP-Einträge im Mississippi County \| 33 \| \| 48 \| Monroe \| NRHP-Einträge im Monroe County \| 39 \| \| 49 \| Montgomery \| NRHP-Einträge im Montgomery County \| 13 \| \| 50 \| Nevada \| NRHP-Einträge im Nevada County \| 16 \| \| 51 \| Newton \| NRHP-Einträge im Newton County \| 13 \| \| 52 \| Ouachita \| NRHP-Einträge im Ouachita County \| 36 \| \| 53 \| Perry \| NRHP-Einträge im Perry County \| 13 \| \| 54 \| Phillips \| NRHP-Einträge im Phillips County \| 49 \| \| 55 \| Pike \| NRHP-Einträge im Pike County \| 9 \| \| 56 \| Poinsett \| NRHP-Einträge im Poinsett County \| 19 \| \| 57 \| Polk \| NRHP-Einträge im Polk County \| 28 \| \| 58 \| Pope \| NRHP-Einträge im Pope County \| 36 \| \| 59 \| Prairie \| NRHP-Einträge im Prairie County \| 13 \| \| 60 \| Pulaski \| NRHP-Einträge im Pulaski County \| 293 \| \| 61 \| Randolph \| NRHP-Einträge im Randolph County \| 16 \| \| 62 \| Saline \| NRHP-Einträge im Saline County \| 17 \| \| 63 \| Scott \| NRHP-Einträge im Scott County \| 13 \| \| 64 \| Searcy \| NRHP-Einträge im Searcy County \| 48 \| \| 65 \| Sebastian \| NRHP-Einträge im Sebastian County \| 53 \| \| 66 \| Sevier \| NRHP-Einträge im Sevier County \| 16 \| \| 67 \| Sharp \| NRHP-Einträge im Sharp County \| 27 \| \| 68 \| St. Francis \| NRHP-Einträge im St. Francis County \| 12 \| \| 69 \| Stone \| NRHP-Einträge im Stone County \| 58 \| \| 70 \| Union \| NRHP-Einträge im Union County \| 28 \| \| 71 \| Van Buren \| NRHP-Einträge im Van Buren County \| 16 \| \| 72 \| Washington \| NRHP-Einträge im Washington County \| 121 \| \| 73 \| White \| NRHP-Einträge im White County \| 199 \| \| 74 \| Woodruff \| NRHP-Einträge im Woodruff County \| 16 \| \| 75 \| Yell \| NRHP-Einträge im Yell County \| 23 \| \| Summe \| Summe \| Summe \| 2.536 1 \| |                                          |         |
|       | County | Liste der Einträge in das NRHP im County | Anzahl  |
| 1     | Arkansas | NRHP-Einträge im Arkansas County         | 23      |
| 2     | Ashley | NRHP-Einträge im Ashley County           | 25      |
| 3     | Baxter | NRHP-Einträge im Baxter County           | 17      |
| 4     | Benton | NRHP-Einträge im Benton County           | 149     |
| 5     | Boone | NRHP-Einträge im Boone County            | 20      |
| 6     | Bradley | NRHP-Einträge im Bradley County          | 15      |
| 7     | Calhoun | NRHP-Einträge im Calhoun County          | 10      |
| 8     | Carroll | NRHP-Einträge im Carroll County          | 25      |
| 9     | Chicot | NRHP-Einträge im Chicot County           | 22      |
| 10    | Clark | NRHP-Einträge im Clark County            | 41      |
| 11    | Clay | NRHP-Einträge im Clay County             | 17      |
| 12    | Cleburne | NRHP-Einträge im Cleburne County         | 16      |
| 13    | Cleveland | NRHP-Einträge im Cleveland County        | 13      |
| 14    | Columbia | NRHP-Einträge im Columbia County         | 16      |
| 15    | Conway | NRHP-Einträge im Conway County           | 49      |
| 16    | Craighead | NRHP-Einträge im Craighead County        | 17      |
| 17    | Crawford | NRHP-Einträge im Crawford County         | 30      |
| 18    | Crittenden | NRHP-Einträge im Crittenden County       | 16      |
| 19    | Cross | NRHP-Einträge im Cross County            | 17      |
| 20    | Dallas | NRHP-Einträge im Dallas County           | 39      |
| 21    | Desha | NRHP-Einträge im Desha County            | 24      |
| 22    | Drew | NRHP-Einträge im Drew County             | 21      |
| 23    | Faulkner | NRHP-Einträge im Faulkner County         | 61      |
| 24    | Franklin | NRHP-Einträge im Franklin County         | 22      |
| 25    | Fulton | NRHP-Einträge im Fulton County           | 8       |
| 26    | Garland | NRHP-Einträge im Garland County          | 81      |
| 27    | Grant | NRHP-Einträge im Grant County            | 10      |
| 28    | Greene | NRHP-Einträge im Greene County           | 16      |
| 29    | Hempstead | NRHP-Einträge im Hempstead County        | 29      |
| 30    | Hot Spring | NRHP-Einträge im Hot Spring County       | 25      |
| 31    | Howard | NRHP-Einträge im Howard County           | 13      |
| 32    | Independence | NRHP-Einträge im Independence County     | 40      |
| 33    | Izard | NRHP-Einträge im Izard County            | 16      |
| 34    | Jackson | NRHP-Einträge im Jackson County          | 17      |
| 35    | Jefferson | NRHP-Einträge im Jefferson County        | 71      |
| 36    | Johnson | NRHP-Einträge im Johnson County          | 29      |
| 37    | Lafayette | NRHP-Einträge im Lafayette County        | 9       |
| 38    | Lawrence | NRHP-Einträge im Lawrence County         | 23      |
| 39    | Lee | NRHP-Einträge im Lee County              | 11      |
| 40    | Lincoln | NRHP-Einträge im Lincoln County          | 9       |
| 41    | Little River | NRHP-Einträge im Little River County     | 14      |
| 42    | Logan | NRHP-Einträge im Logan County            | 41      |
| 43    | Lonoke | NRHP-Einträge im Lonoke County           | 30      |
| 44    | Madison | NRHP-Einträge im Madison County          | 10      |
| 45    | Marion | NRHP-Einträge im Marion County           | 22      |
| 46    | Miller | NRHP-Einträge im Miller County           | 33      |
| 47    | Mississippi | NRHP-Einträge im Mississippi County      | 33      |
| 48    | Monroe | NRHP-Einträge im Monroe County           | 39      |
| 49    | Montgomery | NRHP-Einträge im Montgomery County       | 13      |
| 50    | Nevada | NRHP-Einträge im Nevada County           | 16      |
| 51    | Newton | NRHP-Einträge im Newton County           | 13      |
| 52    | Ouachita | NRHP-Einträge im Ouachita County         | 36      |
| 53    | Perry | NRHP-Einträge im Perry County            | 13      |
| 54    | Phillips | NRHP-Einträge im Phillips County         | 49      |
| 55    | Pike | NRHP-Einträge im Pike County             | 9       |
| 56    | Poinsett | NRHP-Einträge im Poinsett County         | 19      |
| 57    | Polk | NRHP-Einträge im Polk County             | 28      |
| 58    | Pope | NRHP-Einträge im Pope County             | 36      |
| 59    | Prairie | NRHP-Einträge im Prairie County          | 13      |
| 60    | Pulaski | NRHP-Einträge im Pulaski County          | 293     |
| 61    | Randolph | NRHP-Einträge im Randolph County         | 16      |
| 62    | Saline | NRHP-Einträge im Saline County           | 17      |
| 63    | Scott | NRHP-Einträge im Scott County            | 13      |
| 64    | Searcy | NRHP-Einträge im Searcy County           | 48      |
| 65    | Sebastian | NRHP-Einträge im Sebastian County        | 53      |
| 66    | Sevier | NRHP-Einträge im Sevier County           | 16      |
| 67    | Sharp | NRHP-Einträge im Sharp County            | 27      |
| 68    | St. Francis | NRHP-Einträge im St. Francis County      | 12      |
| 69    | Stone | NRHP-Einträge im Stone County            | 58      |
| 70    | Union | NRHP-Einträge im Union County            | 28      |
| 71    | Van Buren | NRHP-Einträge im Van Buren County        | 16      |
| 72    | Washington | NRHP-Einträge im Washington County       | 121     |
| 73    | White | NRHP-Einträge im White County            | 199     |
| 74    | Woodruff | NRHP-Einträge im Woodruff County         | 16      |
| 75    | Yell | NRHP-Einträge im Yell County             | 23      |
| Summe | Summe | Summe                                    | 2.536 1 |